# Edmond Faral
Edmond Faral (Médéa (Argelia), 18 de marzo de 1882 - París, 8 de febrero de 1958) fue un romanista y medievalista francés.

## Biografía
Aunque Faral nació en Médéa, estudió en Argel y en París, en la Escuela Normal Superior, obteniendo la plaza de profesor de gramática en 1906. Desde 1907 a 1919 fue profesor de instituto en París, además de participar en la Primera Guerra Mundial. En 1910 obtuvo el doctorado con las tesis Les Jongleurs en France au Moyen Âge (París 1910) y Mimes français du XIIIe siècle. Contribution à l'histoire du théâtre comique au Moyen âge (París 1910). En 1920 fue nombrado director de estudios de literatura medieval en la Escuela de Altos Estudios y desde 1925 ocupó la cátedra de Literatura latina medieval en el Collège de France, sucediendo Alfred Morel-Fatio. De 1937 a 1955 fue también el director del colegio y tuvo que defender la institución durante la ocupación.
En 1936 fue nombrado miembro de la Academia de inscripciones y bellas letras. Recibió la Gran cruz de la Legión de Honor.

## Obra
Faral fue un prestigioso estudioso de la tradición literaria europea. Entre sus obras, destaca La légende arthurienne donde pone de relieve la contribución de Godofredo de Monmouth a la creación de la tradición artúrica dejando en un plan secundario la influencia de las fuentes célticas. Señaló también las relaciones entre la literatura latina y la románica medieval, que no tienen que ser consideradas mundos aislados. Son también importantes sus contribuciones sobre los juglares, los orígenes de los fabliaux, de la pastorela, etc.

## Obras publicadas

### Estudios
- Les Jongleurs en France au Moyen Âge, París 1910 (reedicions 1964, 1971)
- Mimes français du XIIIe siècle. Contribution à l'histoire du théâtre comique au moyen âge, París 1910 (reedición Ginebra 1973)
- Recherches sur les sources latines des contes et romans courtois du Moyen Âge, París 1913 (reedición 1983)
- Les Arts poétiques du XIIe et du XIIIe siècle. Recherches et documents sur la technique littéraire du moyen âge, París 1924, 1958; Ginebra/París 1982
- La Littérature latine du Moyen Âge, 1925
- La Légende arthurienne. Études et documents, París 1929 (reeditado 1993) (3 volúmenes)
- La Chanson de Roland. Étude et analyse, París 1933
- Petite grammaire de l'ancien français, París 1941 (reedicions 1953, 1993)
- La Vie quotidienne au temps de Saint Louis, París 1942 (reediciones 1956, 1978)
- Jean Buridan, maître ès arts de l'Université de París, in: Histoire littéraire de la France, 28, 1950
- Guillaume de Digulleville, moine de Châalis, in: Histoire littéraire de la France, 39, 1952

### Ediciones de textos
- Courtois d'Arras, Jeu du XIIIe siècle, París 1911, 1922, 1980
- Gautier d'Aupais, Poème courtois du XIIIe siècle, París 1919 (reedición 1970)
- con Léopold-Albert Constans [1891-1936]), Le Roman de Troie en prose, París 1922
- Ermold el Negre, Poème sur Louis le Pieux et Epîtres au roi Pépin, París 1932 (reedición 1964)
- Villehardouin, La Conquête de Constantinople, París 1939 (reediciones 1961, 1973)
- (Con Julia Bastin), Onze poèmes de Rutebeuf concernant la croisade, París 1946
- De Babione. Poème comique du XIIe siècle, París 1948
- (con Julia Bastin), Œuvres complètes de Rutebeuf, París 1959-1960, 1969, 1977-1985 (2 volums) (publicació pòstuma)